# Bretuy
Bretuy (en catalán: Bretui) es un pueblo del municipio de Bajo Pallars, en la comarca leridana del Pallars Sobirá. Está situado en una posición bastante llana y con buenas vistas al Pla de Corts. El acceso al pueblo se produce por la carretera principal que de Peramea va a Moncortés. Está a 1065 m de altitud y tiene 17 habitantes (2013).
La iglesia parroquial, situada en el mismo pueblo, está dedicada a San Esteban. Es un templo grande, de tres naves, con un ábside cuadrado que no destaca del conjunto. El campanario, alto y estrecho, es de planta cuadrada, con los cuerpos superiores octogonales y está coronado por una aguja piramidal cubierta de losas de pizarra negra.
En la población también existe una capilla privada dedicada a San José, y quedan los restos de otra antigua capilla (San Antonio de Padua). Un pilar usado como oratorio la recuerda.

## Historia
El lugar ya es mencionado en un texto de finales del s. XI o principios del XII en relación con los diezmos a pagar al monasterio de Gerri. En la bula del papa Alejandro III de 1164 aparece como pertenecientes a este monasterio la iglesia de San Esteban de Bretui y cuatro masías de este término.

## Bretuy en el Madoz
Bretuy aparece citado en el Diccionario geográfico-estadístico-histórico de España y sus posesiones de Ultramar, obra de Pascual Madoz. Por su gran interés documental e histórico, se transcribe a continuación dicho artículo sin abreviaturas y respetando la grafía original.

BRETUY:1ugar dependiente de Peremea en la provincia de Lérida (24 horas), partido judicial de Sort (3½), audiencia territorial y capitanía general de Cataluña (Barcelona 46), diócesis de Urgel (11), abadiato de Gerri: SITUADO en la pendiente de un llano que mira al sur, con ½ hora de longitud y una de latitud: le combaten todos los vientos particularmente los del norte; su CLIMA es frío y las enfermedades que dominan son las inflamaciones. Tiene 9 CASAS y la iglesia (San Estéban), es aneja de la de Moncortes (Véase) Confina el TÉRMINO norte Balastuy y Celluy; este Peremea; sur Coscastell, y oeste Moncortes, á ½ hora de los 2 primeros y último, y á una del tercero: se hallan en él algunas fuentes naturales de aguas fuertes, aunque generalmente buenas para abrir el apetito. El TERRENO es generalmente montañoso, pedregoso y de mala calidad, y a la espalda del 1ugar se encuentra una montaña despoblada, llamada Sarraspina que es notable por su elevación. Los CAMINOS bastante malos y de herradura, conducen á los pueblos limítrofes: la CORRESPONDENCIA la reciben los mismos interesados de la estafeta de Gerri, los miércoles y sábados de cada semana, de cuyo punto sale á las tres de la madrugada del día inmediato. PRODUCTOS trigo, centeno, patatas, algunas frutas y legumbres, uvas, aceitunas y toda clase de pastos para ganado, del cual se cria como preferido el vacuno, lanar y mular; hay caza de conejos, perdices y liebres. INDUSTRIA y COMERCIO: cria de ganado y exportación del mismo para el interior de la provincia, é importación de aceite y vino con algunos otros efectos. POBLACION: 7 vecinos, 39 almas: CAPITAL IMPONIBLE: 20 943 reales.